# Gogeldrie Weir
Gogeldrie Weir är en dammbyggnad i Australien. Den ligger i kommunen Leeton och delstaten New South Wales, i den sydöstra delen av landet, omkring 460 kilometer väster om delstatshuvudstaden Sydney.
Runt Gogeldrie Weir är det glesbefolkat, med 10 invånare per kvadratkilometer.. Närmaste större samhälle är Leeton, omkring 16 kilometer nordost om Gogeldrie Weir. 
Trakten runt Gogeldrie Weir består till största delen av jordbruksmark. Genomsnittlig årsnederbörd är 531 millimeter. Den regnigaste månaden är februari, med i genomsnitt 77 mm nederbörd, och den torraste är oktober, med 20 mm nederbörd.